# Timót
Timót est un prénom hongrois masculin.

## Étymologie
Le mot est une abréviation hongroise de l'anthroponyme gréco-romain "Timothée".
Timothée, est un prénom masculin d'origine grecque, composé de τιμή, timê, « valeur », « estime » ou « honneur », et de θεός, theos « dieu ». Le prénom peut s'interpréter "qui craint / respecte la divinité".
On trouve plusieurs variantes graphiques Timotei, Timoté, Thimoté, Timothé, Timothey, Thimothé,Timotheï ou Thimothée. L'anglais Timothy et ses diminutifs Tim et Timmy ont également été adoptés en français1.
Timothée peut être aussi un patronyme.

## Équivalents
- Timóteusz, Timóteus, Timoti
- Timotea

## Fête
Les "Timót" sont fêtés le 24 janvier, mais parfois aussi le 26 janvier, le 3 mai ou le 22 août.